# Lee Cummard
Pour les articles homonymes, voir Lee.
Lee Cummard, né le 31 mars 1985 à Mesa, en Arizona, est un joueur et entraîneur américain de basket-ball. En tant que joueur, il évolue aux postes d'ailier et d'arrière.

## Biographie

### Carrière universitaire
Entre 2005 et 2009, il joue pour les Cougars de BYU à l'université Brigham-Young.

### Carrière professionnelle

#### Flash de l'Utah (2009-2010)
Le 25 juin 2009, automatiquement éligible à la draft 2009 de la NBA, il n'est pas sélectionné.
Durant l'été 2009, il participe à la NBA Summer League de Las Vegas avec les Suns de Phoenix.
Le 1er novembre 2009, il rejoint le Flash de l'Utah en D-League.
Le 19 janvier 2010, son contrat avec le Flash est rompu. Il a participé à 22 rencontres avec des moyennes de 5,0 points, 1,9 rebond et 1,2 passe décisive par match.

#### Fos Ouest Provence Basket (jan. 2010 - 2011)
En janvier 2010, il signe avec l'équipe française de Fos Ouest Provence Basket pour la fin de saison 2009-2010.
Durant l'été 2010, il participe à la NBA Summer League de Las Vegas avec les Kings de Sacramento.
Il prolonge son contrat avec Fos-sur-Mer pour la saison 2010-2011.

#### Kyoto Hannaryz (2011-2012)
Durant l'été 2011, il signe avec l'équipe japonaise du Kyoto Hannaryz (en) pour la saison 2011-2012.

#### Fos Ouest Provence Basket (2012)
Le 2 octobre 2012, il revient à Fos Ouest Provence Basket en tant que pigiste médical de Mohamed Hachad (en).

#### Okapi Alost (2013-2016)
En février 2013, il rejoint l'équipe belge d'Okapi Alost. Il y reste jusqu'à la fin de saison 2015-2016 et termine à la deuxième place de la saison régulière deux fois en quatre ans. Okapi Alost accède aux demi-finales durant les quatre années où Cummard est dans l'équipe. Il remporte la coupe de Belgique en 2013.

### Carrière d'entraîneur
En 2016, Cummard rejoint l'équipe d'entraîneurs de l'université Brigham-Young en tant qu'adjoint.
Le 25 avril 2018, il est nommé entraîneur adjoint de Dave Rose (en), à la suite du départ de Heath Schroyer (en), ancien adjoint de Rose. En 2019, Cummard devient entraîneur adjoint de l'équipe féminine de BYU avec Jeff Judkins puis Amber Whiting (en) comme entraîneur.

## Palmarès

### Universitaire
- MWC co-Player of the Year en 2008
- 2× First-team All-MWC en 2008 et 2009

### En club
- Vainqueur de la coupe de Belgique en 2013

## Statistiques

### Universitaires
Les statistiques de Lee Cummard en matchs universitaires sont les suivantes :
| Saison    | Équipe        | Matchs | Titul. | Min./m | % Tir | % 3pts | % LF | Rbds/m. | Pass/m. | Int/m. | Ctr/m. | Pts/m. |
| --------- | ------------- | ------ | ------ | ------ | ----- | ------ | ---- | ------- | ------- | ------ | ------ | ------ |
| 2005-2006 | Brigham Young | 29     | 14     | 14,8   | 45,5  | 39,5   | 76,5 | 2,34    | 1,55    | 0,55   | 0,41   | 4,93   |
| 2006-2007 | Brigham Young | 34     | 32     | 29,1   | 55,3  | 43,5   | 79,4 | 5,62    | 2,74    | 1,47   | 0,85   | 9,35   |
| 2007-2008 | Brigham Young | 35     | 35     | 31,5   | 56,9  | 47,2   | 85,7 | 6,34    | 3,51    | 0,94   | 1,00   | 15,77  |
| 2008-2009 | Brigham Young | 33     | 33     | 32,8   | 51,7  | 38,7   | 87,1 | 6,21    | 3,36    | 0,91   | 0,91   | 16,85  |
| Carrière  | Carrière      | 131    | 114    | 27,5   | 53,5  | 43,1   | 84,2 | 5,24    | 2,84    | 0,98   | 0,81   | 11,98  |